# Домітіка
Походила зі знатної римської родини. Її батько Авреліан був імператором, а мати Ульпія Северина мала походження зі славетного роду Ульпіїв. До цього роду відносився й імператор Траян. Подальша доля залишається спірною. Одружена була два рази. Перший чоловік був невідомим. Вдруге, ймовірно, вийшла заміж за Шапура І. Також у Домітики була дитина. Ким був її батько та стать дитини залишається невідома.